# 吉沢真澄
吉沢 真澄（よしざわ ますみ、男性、1952年（昭和27年）10月27日 - 2010年（平成22年）6月29日）は日本の政治家。白根市長を経て新潟県議会議員（厚生環境委員）を歴任した。

## 経歴
新潟県出身。東北福祉大学社会福祉学部卒業後、月潟村に就職し村役場では課長まで勤めた。その後、2001年1月の白根市の市長選に立候補し、現職の竹内正を破り、初当選を果たす。2005年1月には無投票で再選するも、新潟市の政令指定都市移行に向けた大規模市町村合併により、その白根市も同年3月に廃止となり市長の職を失う。当時新潟市はまだ政令指定都市に移行しておらず、「区」が設置されていなかったことから、2005年3月に初代：新潟市白根支所長に着任する。

### 県議への転身
2009年8月、新潟県議会議員だった小野忍の任期中の死去に伴う県議補選に立候補し、当選を果たし県議として再出発するも、任期中の2010年6月29日に心筋梗塞のため死去する。（後任は新潟市議会議員であった金子恵美）